# 軟件工程知識體系
軟體工程知識體系（SWEBOK （ /ˈswiːˌbɒk/ SWEE-bok ）是指軟體工程領域隨著時間的推移所積累的集體知識、技能、技術、方法、最佳實踐和經驗。《軟體工程知識體系指南》 也稱為 SWEBOK 指南，是ISO / IEC 的標準文件，最初被認定為 ISO/IEC TR 19759:2005  ，後來修訂為 ISO/IEC TR 19759:2015。  SWEBOK 指南是過去幾十年來不斷發展和演變的知識體系的概要和指南。
SWEBOK 指南是由多個專業機構和行業成員合作創建的，並由 IEEE 計算機學會所發布，可以免費取得。2013年末，SWEBOK 第三版被核准發布。2016 年，IEEE 電腦學會啟動了 SWEBOK 演進項目，以發展此知識體系的未來迭代。

## SWEBOK 第三版
SWEBOK V3已发布的版本涵盖软件工程领域内的以下 15 个知识领域(KA)：
- 软件要求
- 软件设计
- 软件构建
- 软件测试
- 软件维护
- 软件配置管理
- 软件工程管理
- 软件工程过程
- 软件工程模型和方法
- 软件质量
- 软件工程专业实践
- 软件工程经济学
- 计算基础
- 数学基础
- 工程基础

它还承认但并未定义这些相关学科：
- 计算机工程
- 系统工程
- 项目管理
- 质量管理
- 一般管理
- 计算机科学
- 数学

## 2004 年版 SWEBOK
2004 年版的SWEBOK 指南（称为SWEBOK 2004 ）定义了软件工程领域的十个知识领域(KA)：
- 软件要求
- 软件设计
- 软件构建
- 软件测试
- 软件维护
- 软件配置管理
- 软件工程管理（工程管理）
- 软件工程过程
- 软件工程工具和方法
- 软件质量

以下学科也被定义为与软件工程相关：
- 计算机工程
- 计算机科学
- 管理
- 数学
- 项目管理
- 质量管理
- 软件人机工程学（认知人机工程学）
- 系统工程

## 类似的努力
为软件工程定义知识体系的类似努力是“计算机课程软件工程 (CCSE)”，正式名称为软件工程 2004 (SE2004)。该课程与SWEBOK 2004有很大重叠，因为后者已被用作其来源之一，尽管它更面向学术界。 SWEBOK指南定义了软件工程从业人员经过4年实践应该具备的知识，而SE2004则定义了本科软件工程专业学生毕业时应该具备的知识（包括数学、一般工程原理和其他相关领域的知识）。 SWEBOK V3旨在解决这些问题。